# 厚木パーキングエリア

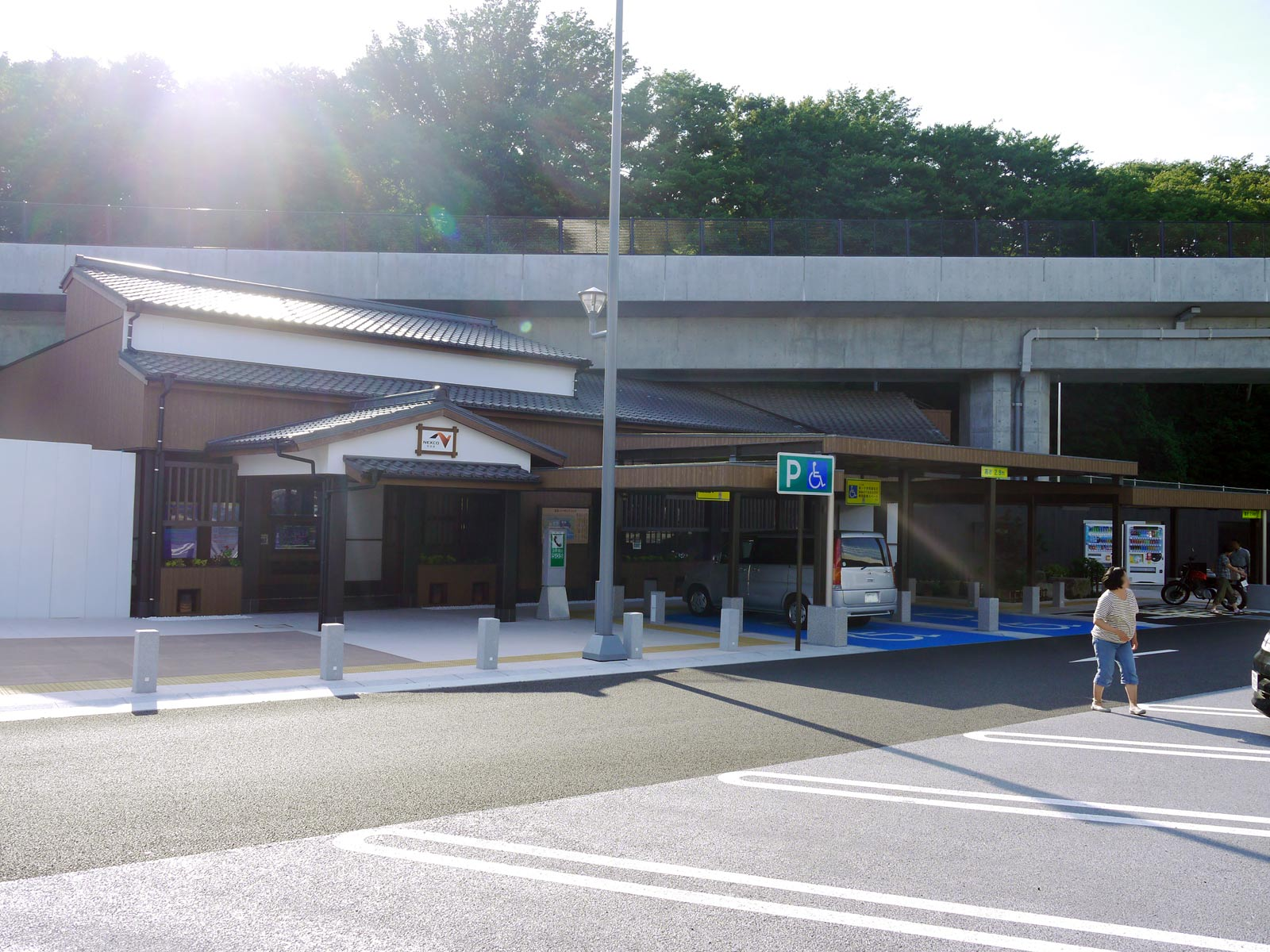
開設当初の外回り側施設（2013年8月）

厚木パーキングエリア（あつぎパーキングエリア）は、神奈川県厚木市にある首都圏中央連絡自動車道（圏央道）のパーキングエリア (PA) である。スマートインターチェンジ (スマートIC) を併設する。

## 概要
外回りの施設は本線上の真下に設置されており、本線→パーキングエリア→本線はUターンに近いランプを形成する。開業時点はトイレと自動販売機のみだったが、2014年（平成26年）6月28日の相模原愛川IC - 高尾山IC間の開通に合わせ、スナックコーナーとショッピングコーナーがオープンした。

## 歴史
- 2012年（平成24年）5月15日：PAの名称が「厚木PA」に正式決定。
- 2013年（平成25年）
  - 3月30日：海老名IC - 相模原愛川IC間開通に伴い、PAの外回り（八王子・鶴ヶ島方面）エリアを供用開始。
  - 8月8日：PAの内回り（海老名・茅ヶ崎方面）エリアを供用開始。
- 2014年（平成26年）
  - 6月28日：外・内回りにスナックコーナー・ショッピングコーナーが供用開始[2][3]。
  - 7月25日：国土交通省よりスマートICの連結許可[4]。
- 2019年（平成31年）4月8日：外・内回り双方の駐車ます増設工事が完成。大型車の駐車可能台数が1.5倍となる[5]。
- 2020年（令和2年）
  - 7月9日：当PAに併設のスマートICの名称が「厚木PAスマートIC」に正式決定[6]。
  - 9月26日：スマートICが供用開始[7]。

## 施設

### 内回り（茅ヶ崎方面）
- 管理：中日本エクシス[8]
- 駐車場[9]
  - 大型 54台
  - 小型 71台
  - 身障者用
    - 小型 2台
- トイレ[9]
  - 男性 大7（和式1・洋式6）・小8
    - オストメイト対応設備が設置されている[10]。
    - 個室内に子供トイレ有

  - 女性 17（和式1・洋式16）
    - オストメイト対応設備が設置されている[10]。
    - 個室内に子供トイレ有

  - 車椅子用 1
    - オストメイト対応設備が設置されている[10]。

  - ベビーチェア付トイレ[11]
- ハイウェイ情報ターミナル[11]
- スナック[11]
  - 豚’s ROAD（6:00-23:00）
  - ATSUGIらぁめん（6:00-23:00）
  - GoodyRoasters（6:00-23:00）
- ショッピング（24時間）[11]
- 自動販売機[11]
- パウダールーム[11]
- 自動体外式除細動器（AED）[11]
- ATM「セブン銀行」（24時間）[11]
- 公衆無線LAN[11]
- 喫煙所[11]
- EV急速充電スタンド：1基[11]

### 外回り（八王子方面）
- 管理：中日本エクシス[8]
- 駐車場[12]
  - 大型 42台
  - 小型 78台
  - 身障者用
    - 小型 2台
- トイレ[12]
  - 男性 大7（和式1・洋式6）・小8
    - オストメイト対応設備が設置されている[10]。
    - 個室内に子供トイレ有

  - 女性 18（和式1・洋式17）
    - オストメイト対応設備が設置されている[10]。
    - 個室内に子供トイレ有

  - 車椅子用 1
    - オストメイト対応設備が設置されている[10]。

  - ベビーチェア付トイレ[13]
- ハイウェイ情報ターミナル[13]
- スナック[13]
  - あつぎ食堂（6:00-23:00）[13]
  - 賑わい屋 とんとん（6:00-23:00）
- ショッピング（24時間）[13]
- 自動販売機[13]
- パウダールーム[13]
- 自動体外式除細動器（AED）[13]
- ATM「セブン銀行」（24時間）[13]
- C-NEXCO Free Wi-Fi[13]
- 喫煙所[13]
- EV急速充電スタンド：1基[13]

## 厚木PAスマートインターチェンジ
厚木PAスマートインターチェンジ（あつぎパーキングエリアスマートインターチェンジ）は、厚木パーキングエリアに併設のスマートインターチェンジである。
2020年（令和2年）9月26日に供用開始。
利用可能車種はETC搭載の全車種（長さ16.5 m以下）で24時間運用。上下線ともに出入可となっている。

## 隣
C4 首都圏中央連絡自動車道
(32)圏央厚木IC - (32-1)厚木PA/SIC - (33)相模原愛川IC